# Nicholas Grainger
Nicholas Grainger (Rotherham, 3 de octubre de 1994) es un deportista británico que compitió en natación. Ganó una medalla de oro en el Campeonato Mundial de Natación de 2017, en la prueba de 4 × 200 m libre.

## Palmarés internacional
| Campeonato Mundial | Campeonato Mundial | Campeonato Mundial | Campeonato Mundial |
| Año                | Lugar              | Medalla            | Prueba             |
| ------------------ | ------------------ | ------------------ | ------------------ |
| 2017               | Budapest (Hungría) | Medalla de oro     | 4 × 200 m libre    |